# Secours en montagne
Pour les articles homonymes, voir Sem.
 (décembre 2018).
Si vous disposez d'ouvrages ou d'articles de référence ou si vous connaissez des sites web de qualité traitant du thème abordé ici, merci de compléter l'article en donnant les références utiles à sa vérifiabilité et en les liant à la section « Notes et références ».
Les secours en montagne sont l’ensemble des moyens mis en œuvre pour porter secours aux malades et victimes d’accidents ou de malaises en montagne.
La montagne est un milieu difficilement prévisible et dangereux :
- risque d’avalanche en hiver ;
- risques d’éboulement et de chutes de pierres ;
- présence de crevasses, de précipices, de falaises, de pentes abruptes ou de sentiers vertigineux pouvant occasionner des chutes ;
- temps changeant rapidement, avec des risques de vent et d’orage violents, de changements de température rapide.

Ce milieu est d’autant plus propice aux accidents qu’il est fortement fréquenté en fin de semaine et en périodes de vacances par des personnes peu habituées et donc en connaissant mal les dangers.
Les secours en montagne nécessitent une grande connaissance de la montagne de la part des sauveteurs, ainsi qu’une grande autonomie en raison de l’éloignement des structures de soins et des difficultés d’accès pour amener personnel et matériel. L’utilisation de l’hélicoptère est très fréquente, et souvent le seul moyen de porter secours.
Les secours en montagne peuvent être stoppés momentanément lorsque les conditions pour les secouristes présentent des dangers pour eux-mêmes, ou qu'il devient quasi impossible de trouver les victimes dans des conditions météorologiques extrêmes, additionnant par exemple la nuit, le brouillard, la neige, le vent, la température. L'usage de l'hélicoptère est également dépendant des conditions météorologiques ou de visibilité. La reprise des recherches peut recommencer en fonction des améliorations constatées sur le terrain. Le déroulement des secours en montagne peut fortement varier en fonction des équipements que les personnes  possèdent pour pouvoir être détectés : téléphone mobile, carte topographique, GPS,  DVA, altimètre, lampe torche, sifflet. La communication à des tiers avant le départ, de l'itinéraire et des heures de départ et d'arrivée peuvent également orienter les secouristes. Ce facteur de temps de recherche a une grande influence sur les risques d'hypothermie. 
Les secours en montagne varient d'un pays à un autre en fonction des moyens et des équipements qu'ils disposent. La fréquentation et le tourisme varient d'une montagne à une autre suivant les pays. 

## Les secours en montagne en France

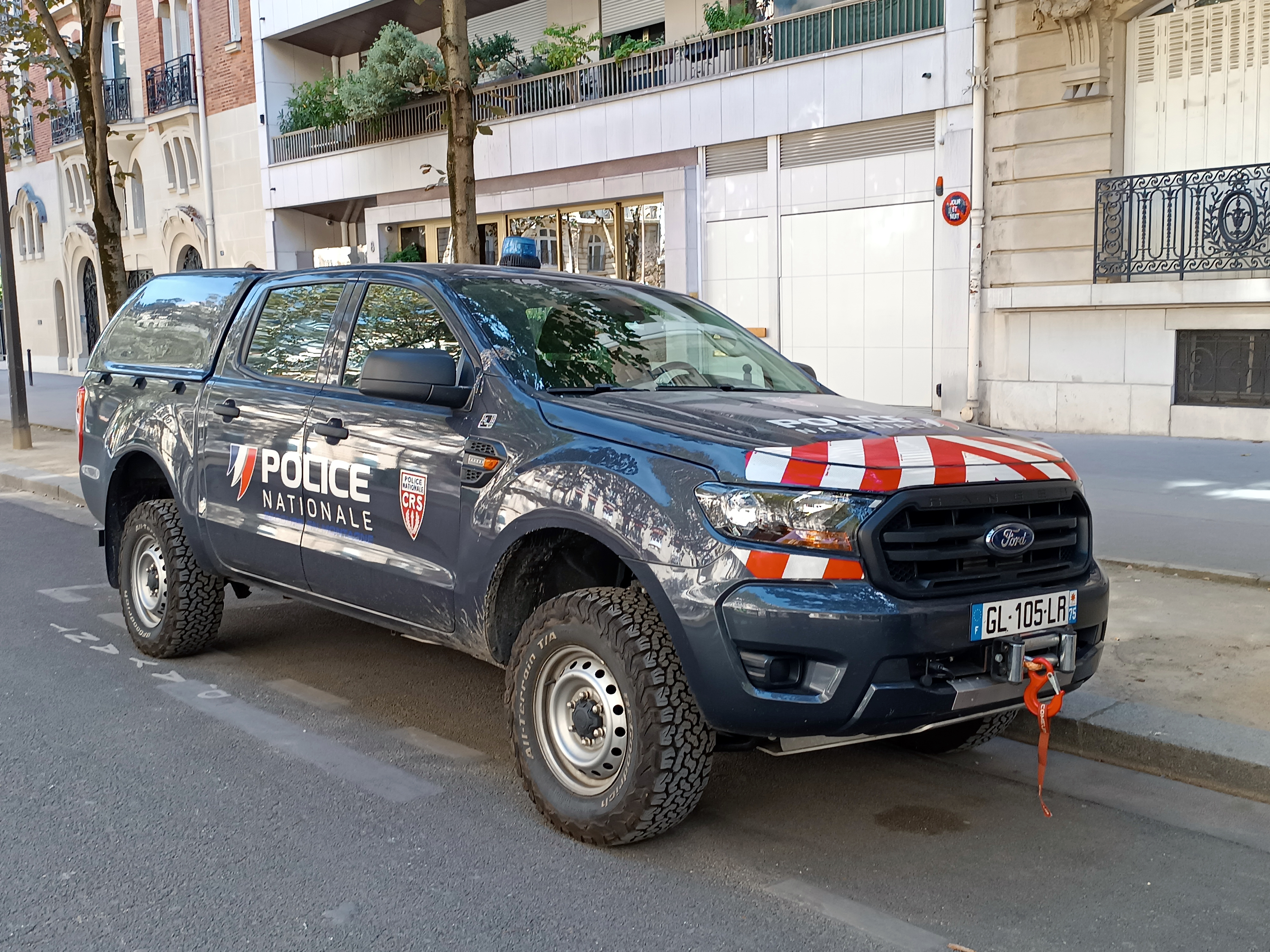
Ford Ranger d'une unité CRS dédiée aux secours en montagne.

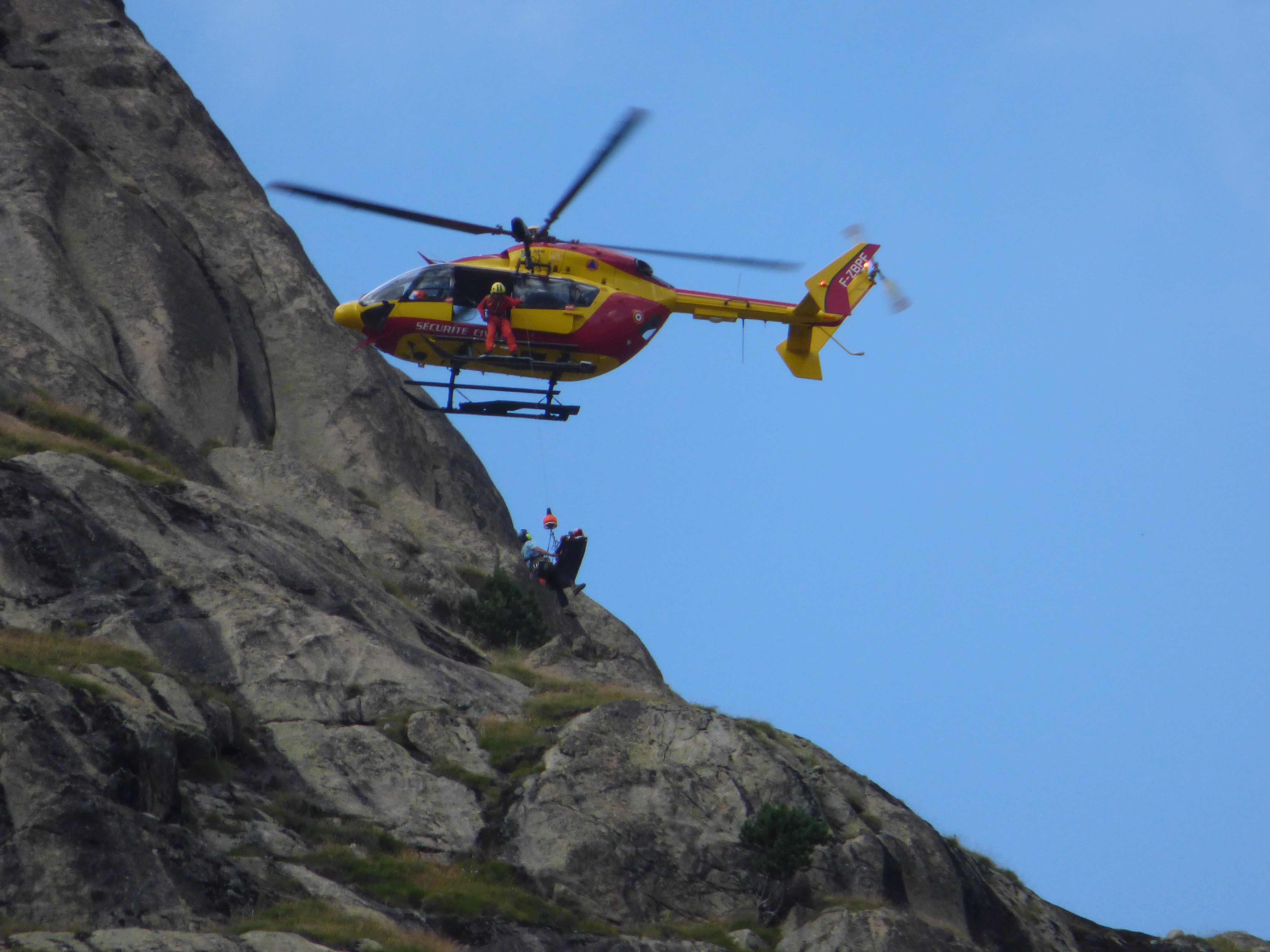
Secours en montagne héliporté avec appareil EC 145 de la sécurité civile de l'Isère et un équipage de la CRS Alpes à La Bérarde dans le massif des Écrins en 2016.

En France, le dispositif de secours en montagne est organisé dans le cadre de plans départementaux spécifiques d’organisation de la réponse de sécurité civile (ORSEC) arrêtés par le préfet et mis en œuvre sous son autorité.
Les secours en montagne sont assurés essentiellement par trois organismes publics :
- les gendarmes des pelotons de gendarmerie de haute montagne ;
- les policiers des compagnies républicaines de sécurité en montagne (CRS) ;
- les sapeurs-pompiers membres des groupes montagne des sapeurs-pompiers (GMSP) ou des groupes de reconnaissance et d'intervention en milieux périlleux (GRIMP) selon la configuration du département, les GMSP étant adaptés aux départements de haute montagne.

Les plans de secours départementaux peuvent organiser l’alternance.
Le département de la Haute-Savoie conserve dans son plan de secours les « Sociétés de secours en montagne ». Ces SSM (au nombre de neuf couvrant tout le département) sont constituées de bénévoles formés et entraînés. Pour la plupart professionnels de la montagne, ils viennent en renfort des unités PGHM, CRS ou sapeurs-pompiers dans les opérations de recherche de personne ou de sauvetage sur avalanche.
Lorsque l’évacuation est héliportée, la victime peut être déposée directement sur l’héliport de l’hôpital, ou bien sur une zone de dépose pour être prise en charge par une ambulance, en général privée.
Ainsi dans les Alpes françaises, sept hélicoptères, quatre de la gendarmerie et trois de la sécurité civile, en alerte 24 heures sur 24, alternent selon le rythme de huit jours de garde et huit jours de repos. Tous les équipages utilisent des hélicoptères EC145 et des treuils électriques pouvant hisser des brancards à la vitesse de 0,50 mètre à la seconde.
Sur les domaines skiables, les secours sont sous la responsabilité des maires et sont assurés par les pisteurs-secouristes, alpins ou nordiques.

### Histoire du secours en montagne en France

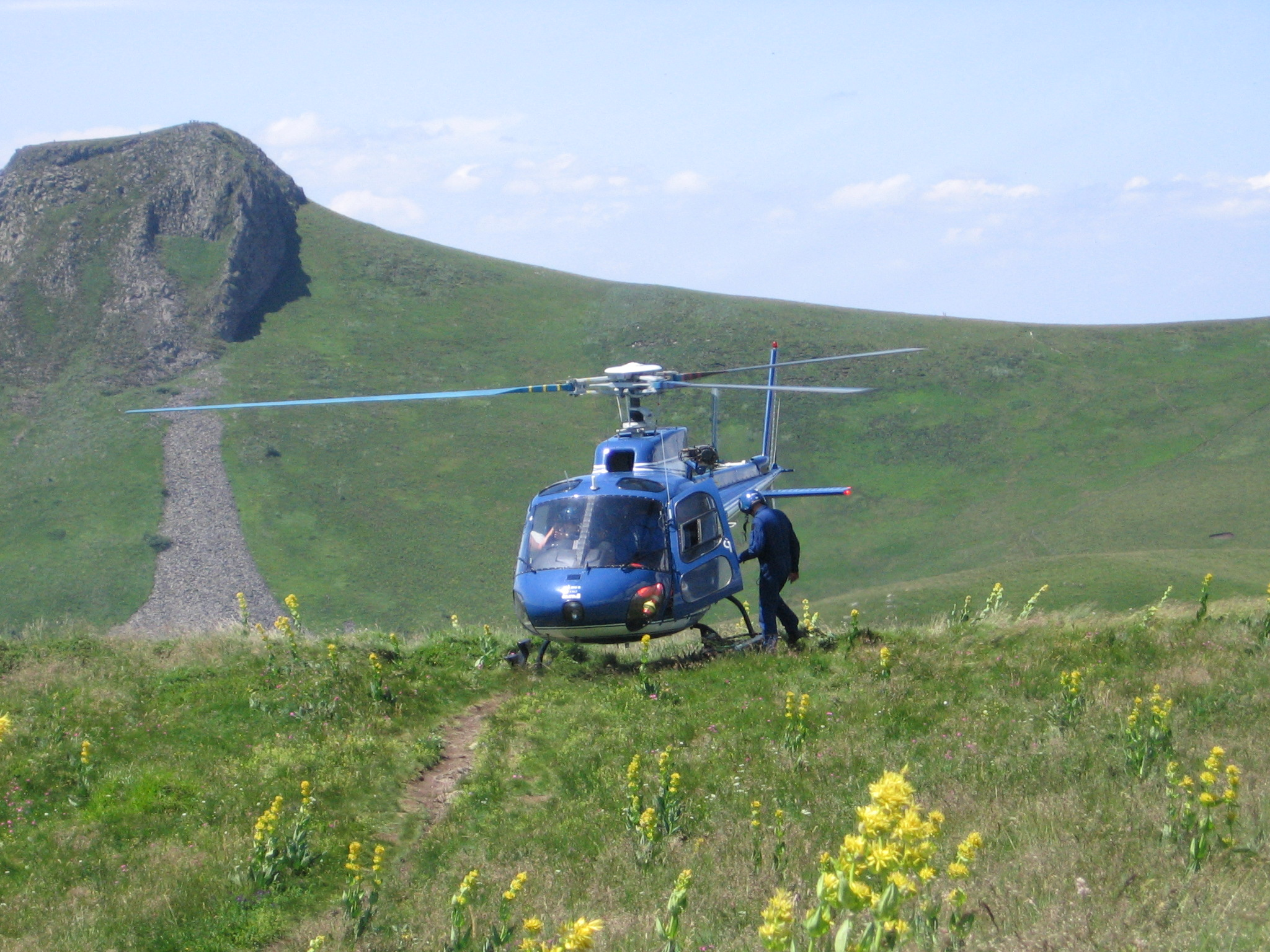
Secours héliporté en montagne.

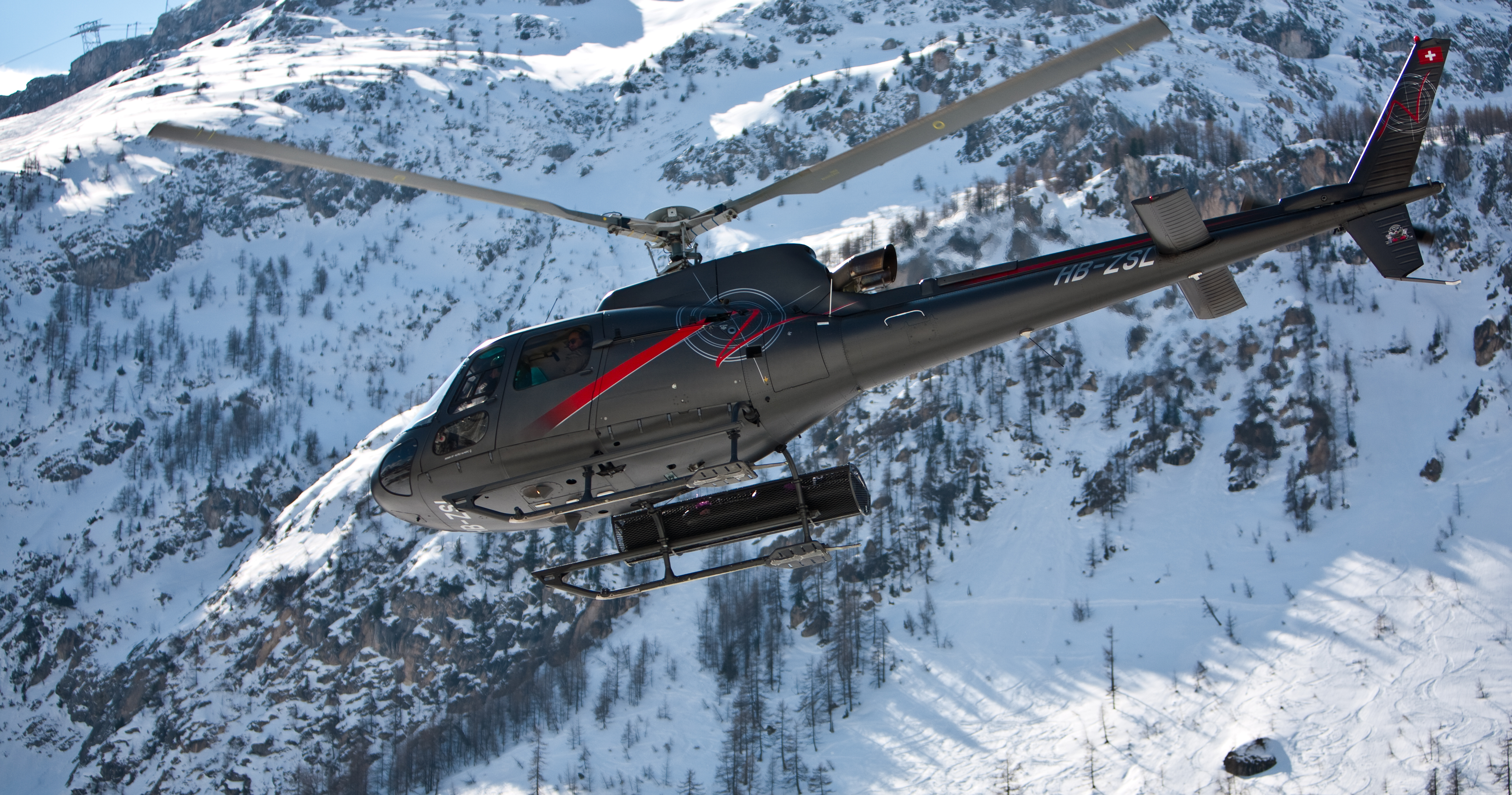
Évacuation médicale à Val d'Isère.

Déjà au XVe siècle, bergers et chasseurs des espaces montagnards, surnommés « marrons » en raison du long bâton dont ils sont munis et qui les aide à sonder la neige, jouent un rôle de guide et apportent leur aide aux voyageurs perdus.
Des sociétés de secours en montagne se créent au tournant du XXe siècle, la première à Annemasse en 1897 ou plus tard la Société dauphinoise de secours en montagne en 1910 et la Société chamoniarde de secours en montagne (SCSM). Chaque dimanche, ces volontaires conduisent un tour de garde dans les montagnes proches.
En 1952, André Georges fédère les activités de secours en montagne dans les Alpes, notamment le Briançonnais, et les moyens mis en œuvre. Il perfectionne également les techniques de descente des blessés dans des brancards nacelles par exemple.
À la suite d'un fort émoi du public, l'accident de Jean Vincendon et François Henry en 1956 entraîne la création du peloton spécialisé de haute montagne en janvier 1958, qui deviendra le PGHM de Chamonix, ainsi que des CRS Montagne. La circulaire de 1958 précise que cette assistance désormais professionnalisée, prise en charge par l'État, est gratuite. Félix Germain, qui fut secrétaire général de la commission de la FFM pour le secours en montagne, et à qui l'on doit la création en 1949 de l'insigne ou médaille du Secours en montagne, s'implique fortement dans la mise au point de la nouvelle organisation.
Ainsi les PGHM/PGM et les CRS Montagne (Alpes et Pyrénées) travaillent en alternance sur certains départements. D'autres départements sont exclusivement sous le ressort d'un PGM ou PGHM. De plus les sapeurs-pompiers (GMSP) participent dans certains départements (en alternance ou en mixité) aux opérations de secours en montagne.

## Les secours en montagne en Italie

### Vallée d'Aoste
Le Secours alpin valdôtain est le service public chargé des secours en montagne et de la protection civile pour la région autonome Vallée d'Aoste, selon la loi régionale no 5 du 17 avril 2007.
Les missions de sauvetage s'activent surtout par hélicoptère à partir de l'aéroport Conrad Gex à Saint-Christophe.
Les interventions concernent toutes les activités liés au milieu alpin, non seulement sportives, mais aussi pour les travailleurs, les résidents et les touristes.

## Les secours en montagne en Suisse

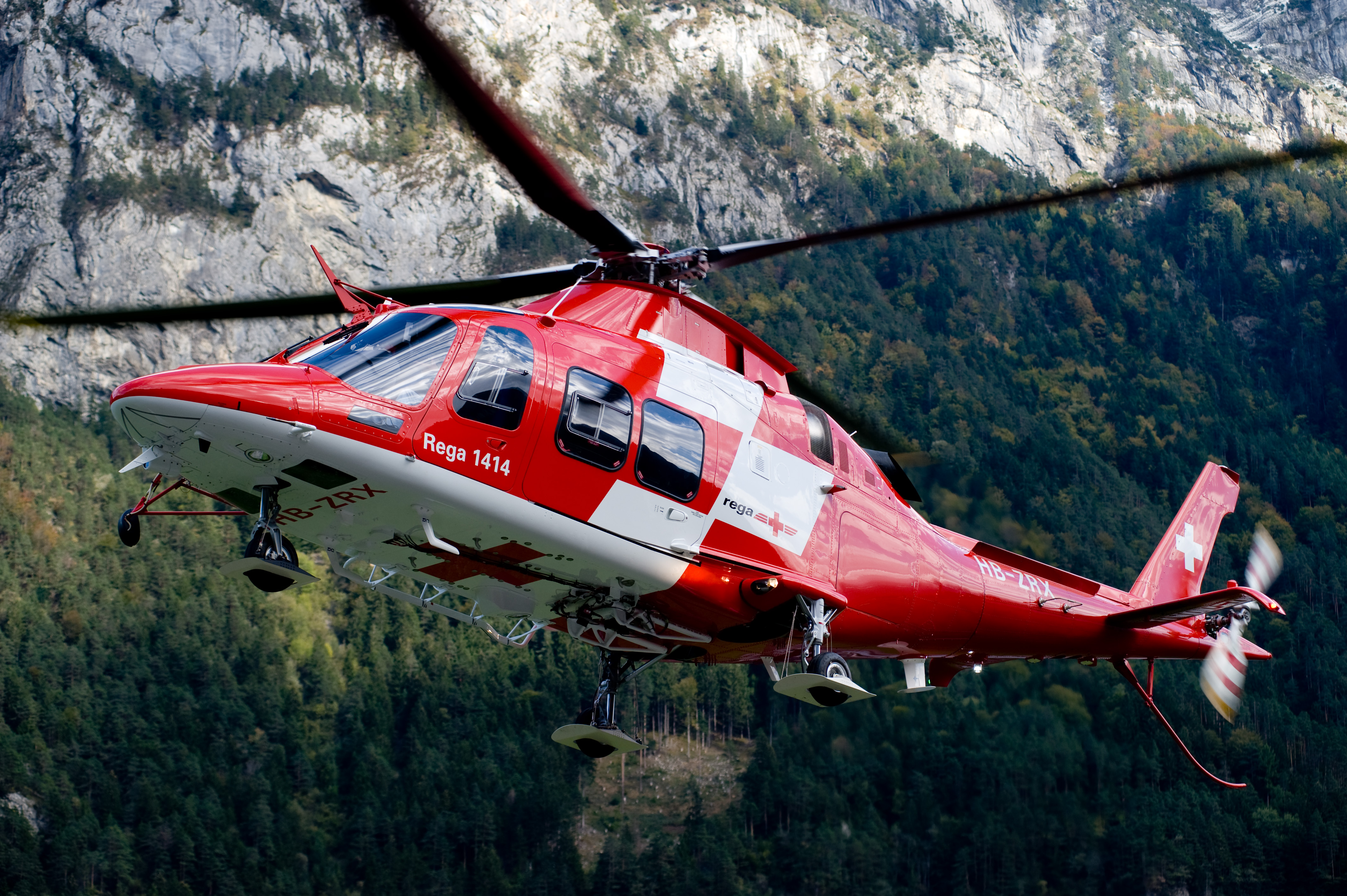
Un AW109SP Da Vinci de la REGA.

En Suisse, hors Valais, les secours en montagne sont effectués par la Rega (acronyme formé des mots allemand et français  Rettungsflugwacht et  garde aérienne). La Rega est la Garde aérienne suisse de sauvetage, une fondation privée à but non lucratif : elle ne reçoit aucune subvention de l’État. Les secours de la Rega sont déclenchés en appelant le « 1414 » par téléphone.
La Rega fut créée en 1952, sous le nom de Garde aérienne suisse de sauvetage (GASS), par des membres de la Société suisse de sauvetage (SSS). Depuis 1965, elle est « organisation d’aide associée à la Croix-Rouge suisse » (CRS), dont elle est membre corporatif depuis 1981.
La Rega dispose de dix-sept hélicoptères répartis sur treize bases permettant d’accéder à tout point du territoire en quinze minutes maximum : Bâle, Berne, Erstfeld, Genève, Lausanne, Locarno, Mollis, Samedan, Saint-Gall, Samedan, Untervaz, Wilderswil et Zurich. Elle dispose également de trois avions stationnés à Zurich pour les rapatriements sanitaires. Seule exception, le canton du Valais dont les secours de montagne sont assurés par Air Glaciers et Air Zermatt. C'est l’Organisation cantonale valaisanne des secours (OCVS) qui depuis 1997 et grâce à une loi cantonale coordonne le travail des sauveteurs en montagne. Les secours de l'OCVS sont déclenchés en appelant le « 144 » par téléphone.

## Radio
Les secours peuvent utiliser le canal européen des secours en montagne désigné Canal E, dont la  fréquence radioélectrique est 161,300 MHz.